# Dziewczyna z fletem
Dziewczyna z fletem (nl. Meisje met de fluit) – obraz przypisywany Janowi Vermeerowi i datowany na lata ok. 1664–1667. Dzieło nie jest sygnowane.
Pochodzenie obrazu nie jest jasne. Być może został kupiony od Vermeera przez Pietera Claesza van Ruijvena, a może wchodził w skład kolekcji Jacoba Dissiusa. Kilkakrotnie zmieniał właścicieli i od 1942 znajduje się w National Gallery of Art w Waszyngtonie.
Dziewczyna z fletem jest jednym z dwóch dzieł z National Gallery of Art w Waszyngtonie, które od przełomu XIX i XX wieku przypisuje się Vermeerowi. Drugi z nich to Dziewczyna w czerwonym kapeluszu. Są to jedyne dzieła tego malarza namalowane na desce. Niektórzy badacze (m.in. Blankert, Swillens, Gudlaugsson) mają wątpliwości co do jego atrybucji.